# Roussolakkos
Roussolakkos (en grec moderne : Ρουσόλακκος) est le site d'une ville minoenne, située à deux kilomètres de Palékastro, Crète. Son nom original à l'âge du bronze n'est pas connu.
Le port et les constructions de Roussolakkos ont été préservés par les sédiments accumulés durant plus de 2000 ans. Le site est d'abord fouillé de 1902 à 1906 par Robert Carr Bosanquet et R. M. Dawkins de la British School at Athens, par L. H. Sackett et M. R. Popham en 1962-1963, puis par J. A. MacGillivray, L. H. Sackett et J. M. Driessen depuis 1983.
Les plus anciennes occupations du site datent de la période pré-palatiale du Minoen Ancien II (2700–2200). Durant la période proto-palatiale une petite ville est construite, puis détruite au XVIIe siècle av. J.-C. Reconstruite à plus grande échelle et non fortifiée, il est estimé qu'elle pouvait s'étendre sur  50 000 m2. 
Comme beaucoup d'autres villes de Crète, Roussolakkos est brûlée à la fin de l'époque IB du Minoen récent (1520–1430 av. J.-C.) de la période proto-palatiale mais reconstruite à l'époque postpalatiale durant laquelle elle devient une ville importante de l'est de la Crète.

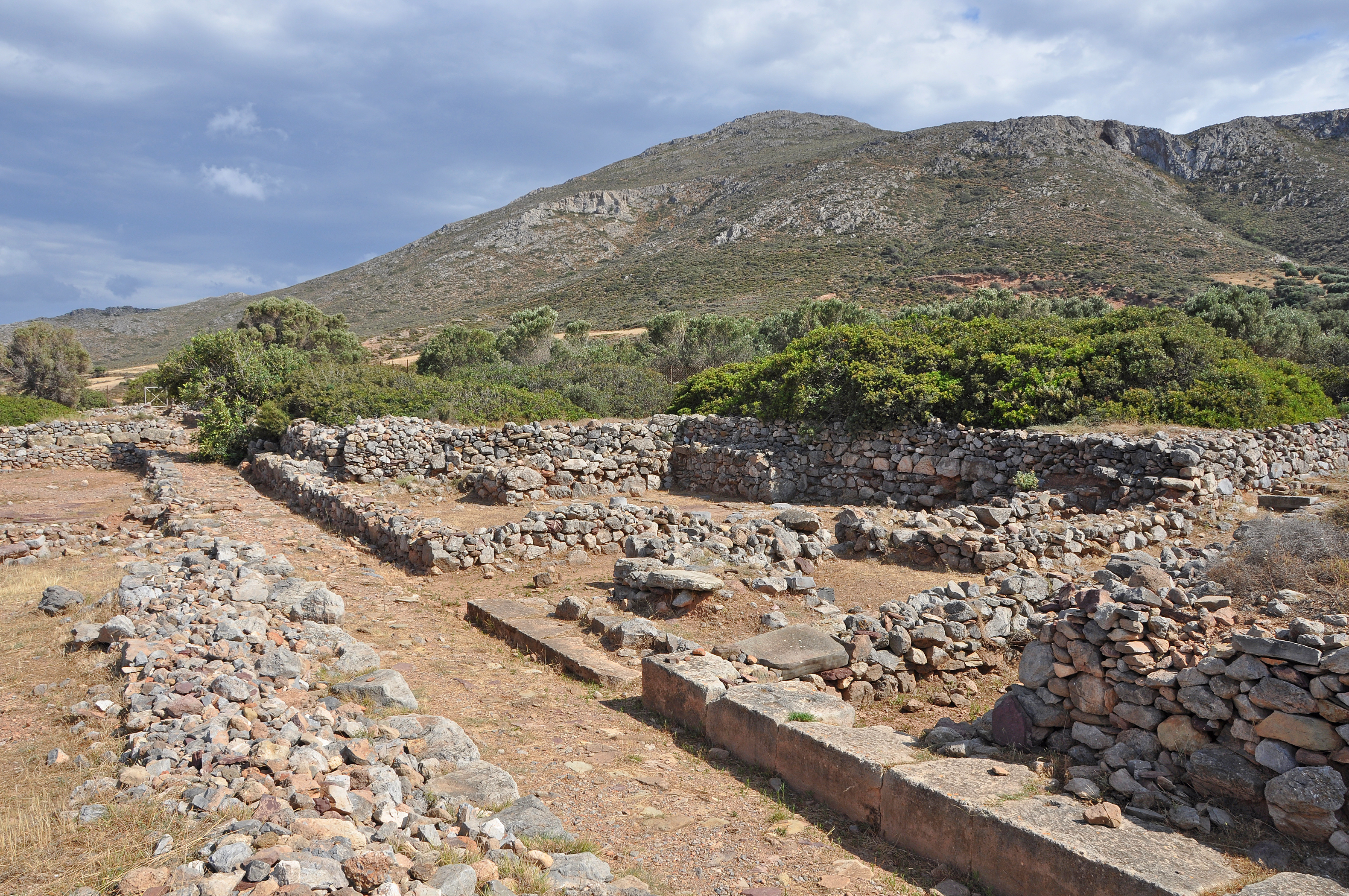
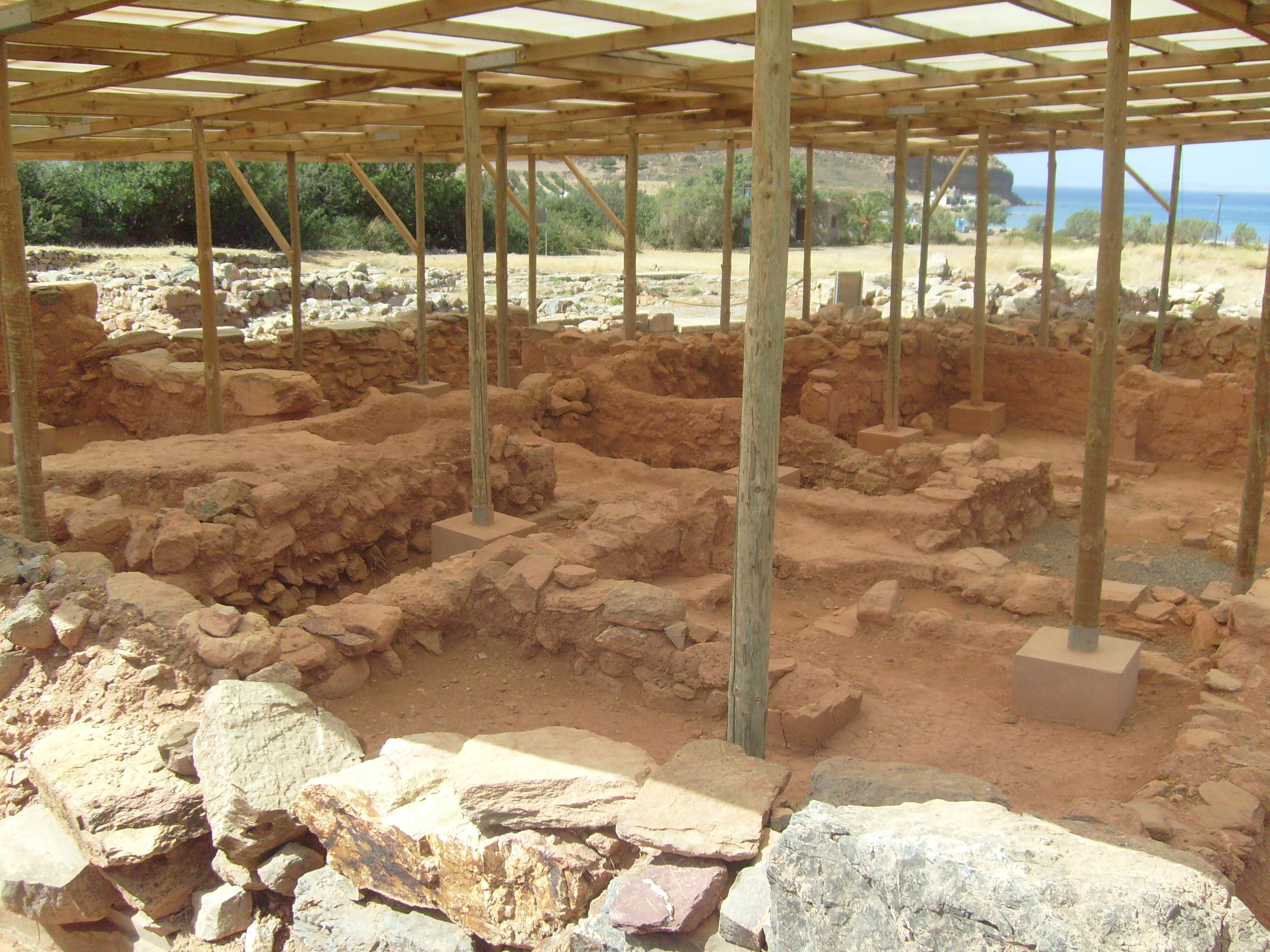
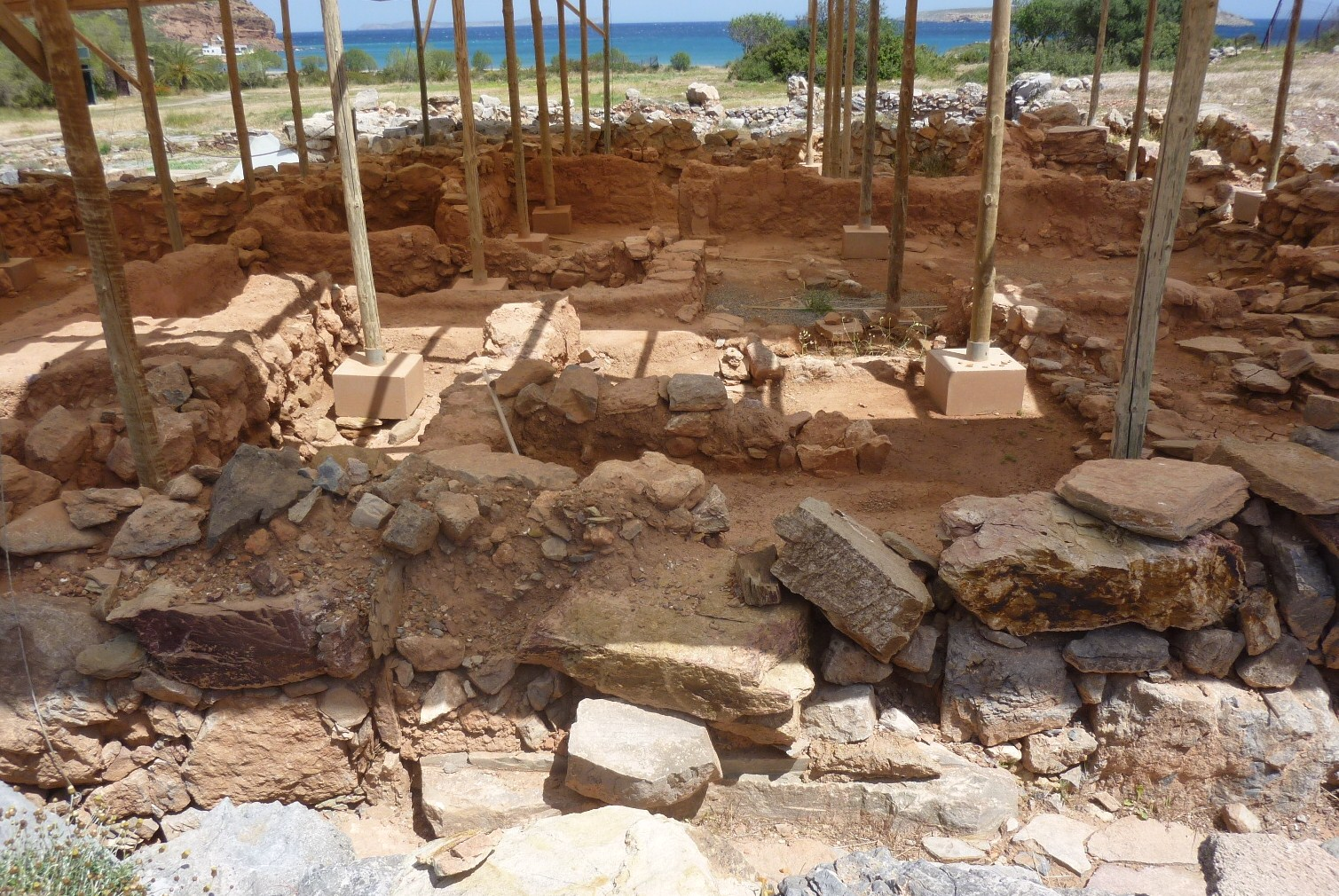
période néo-palatiale
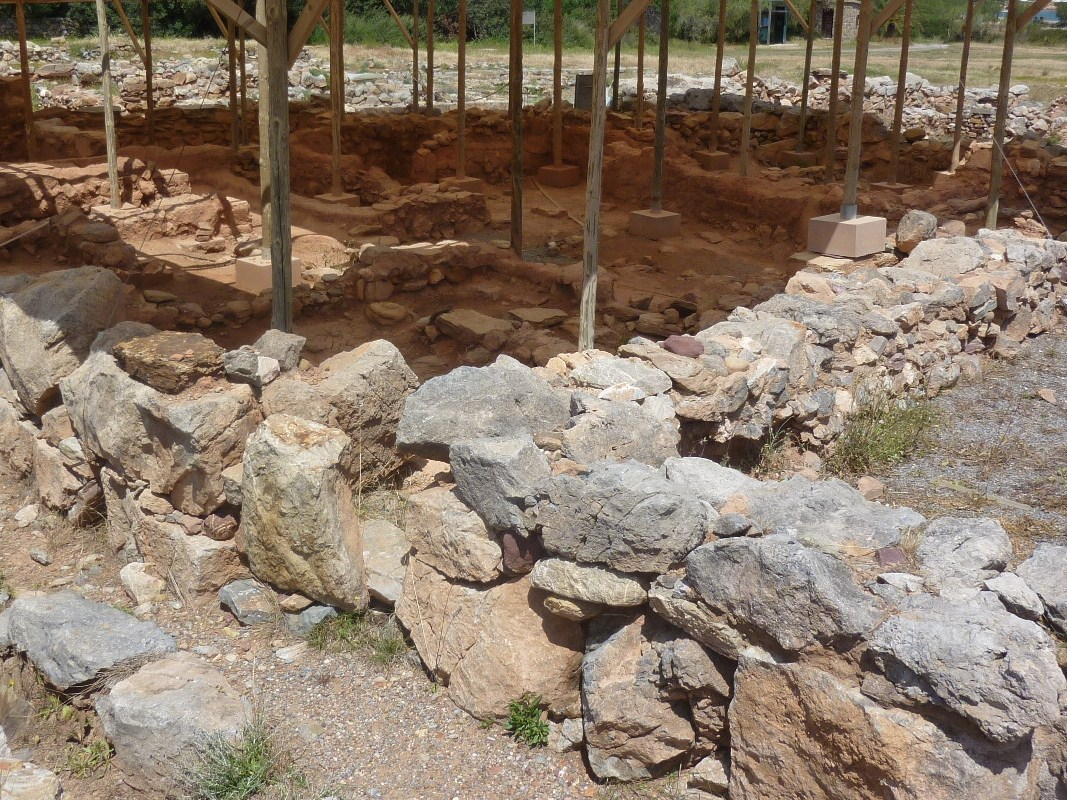
période néo-palatiale
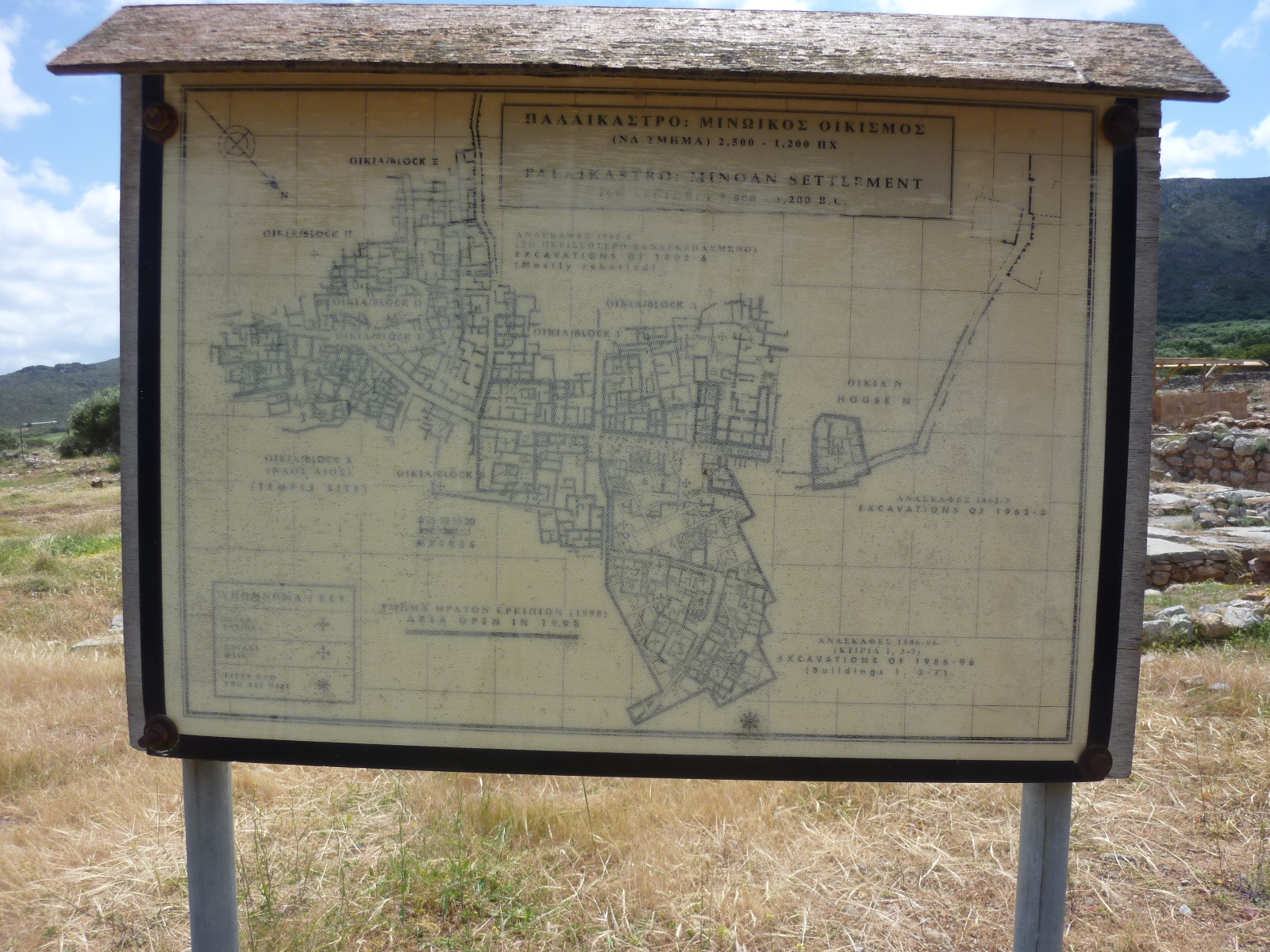
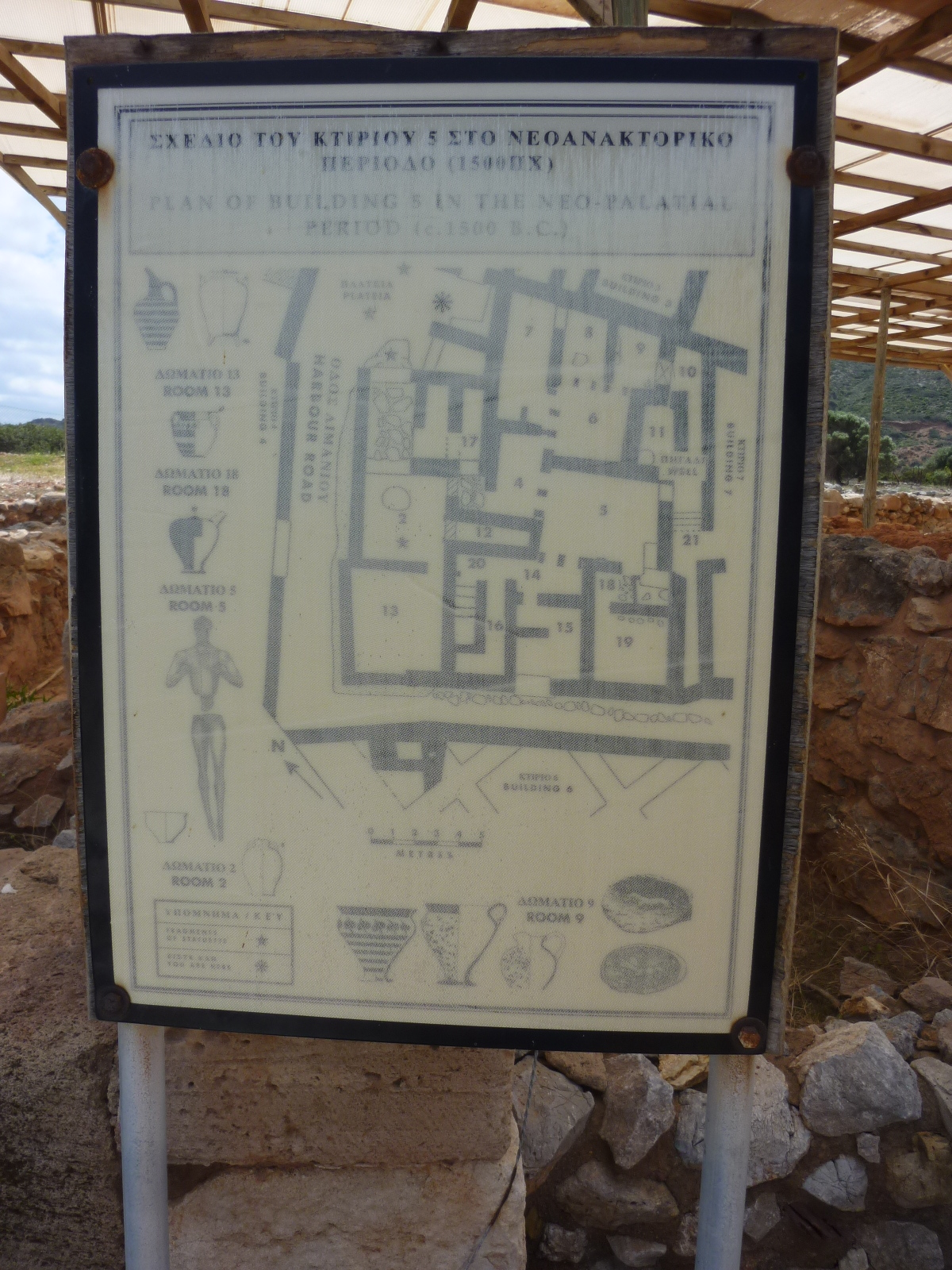
plan des constructions de la période néo-palatiale
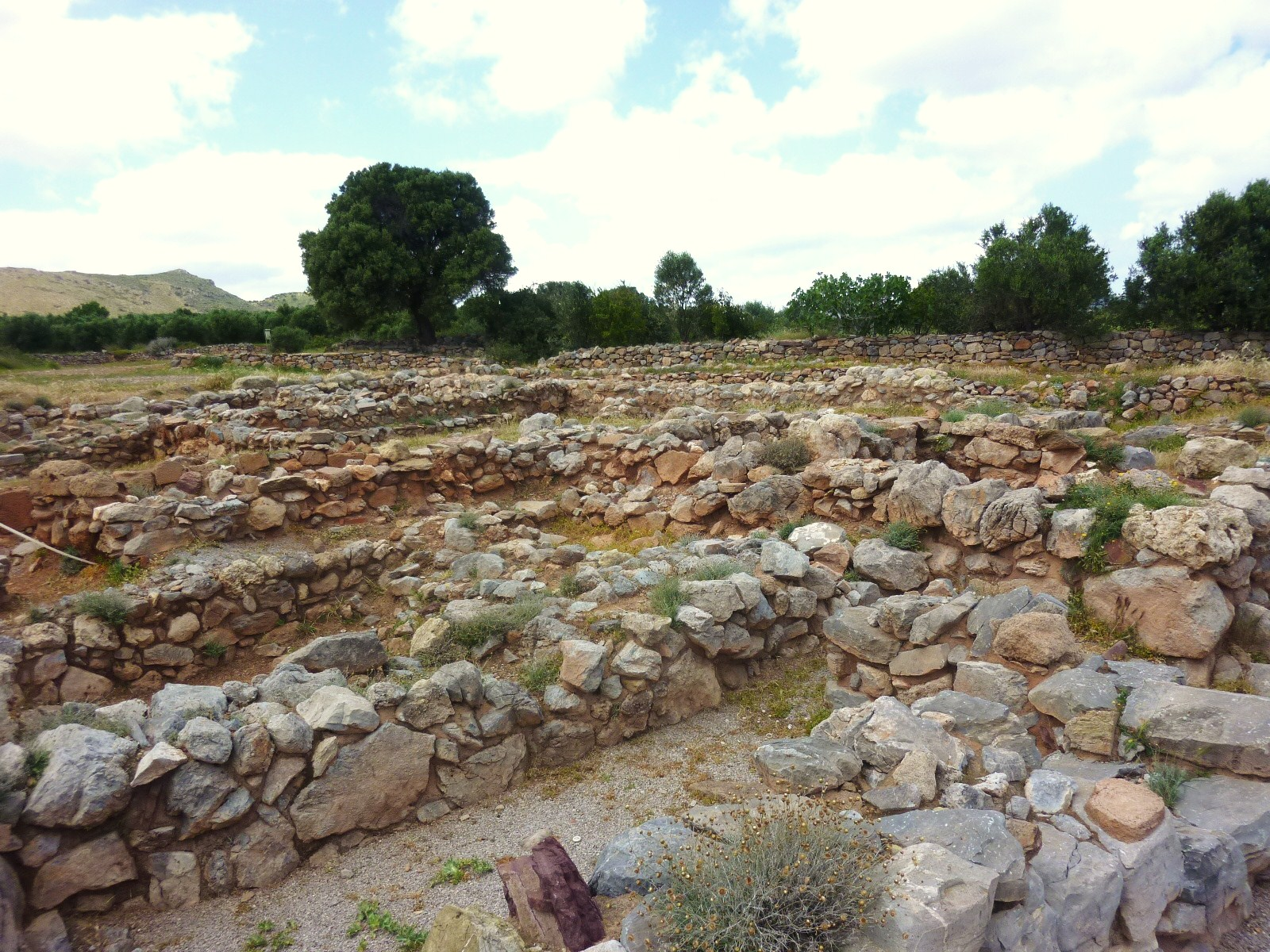
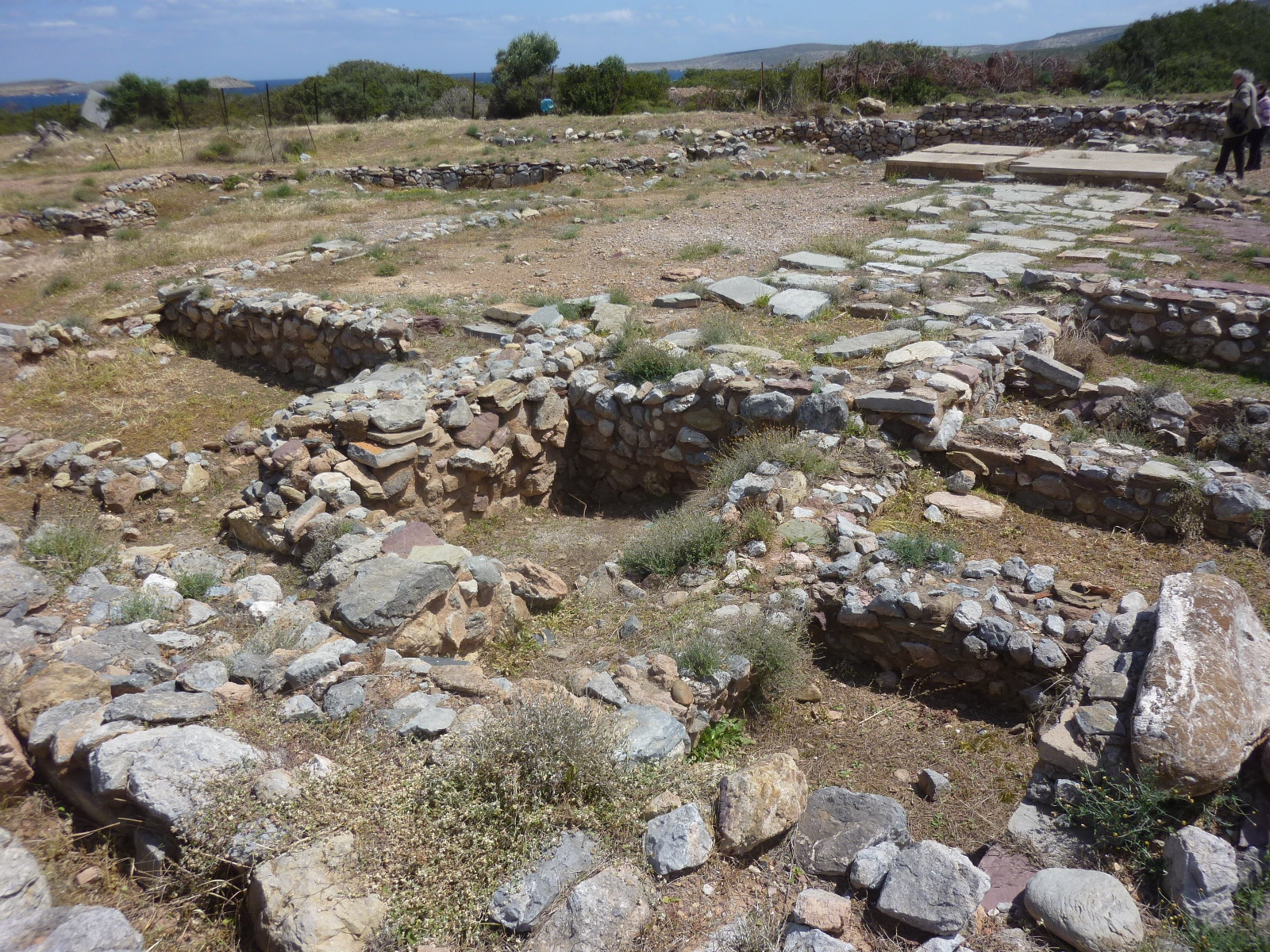
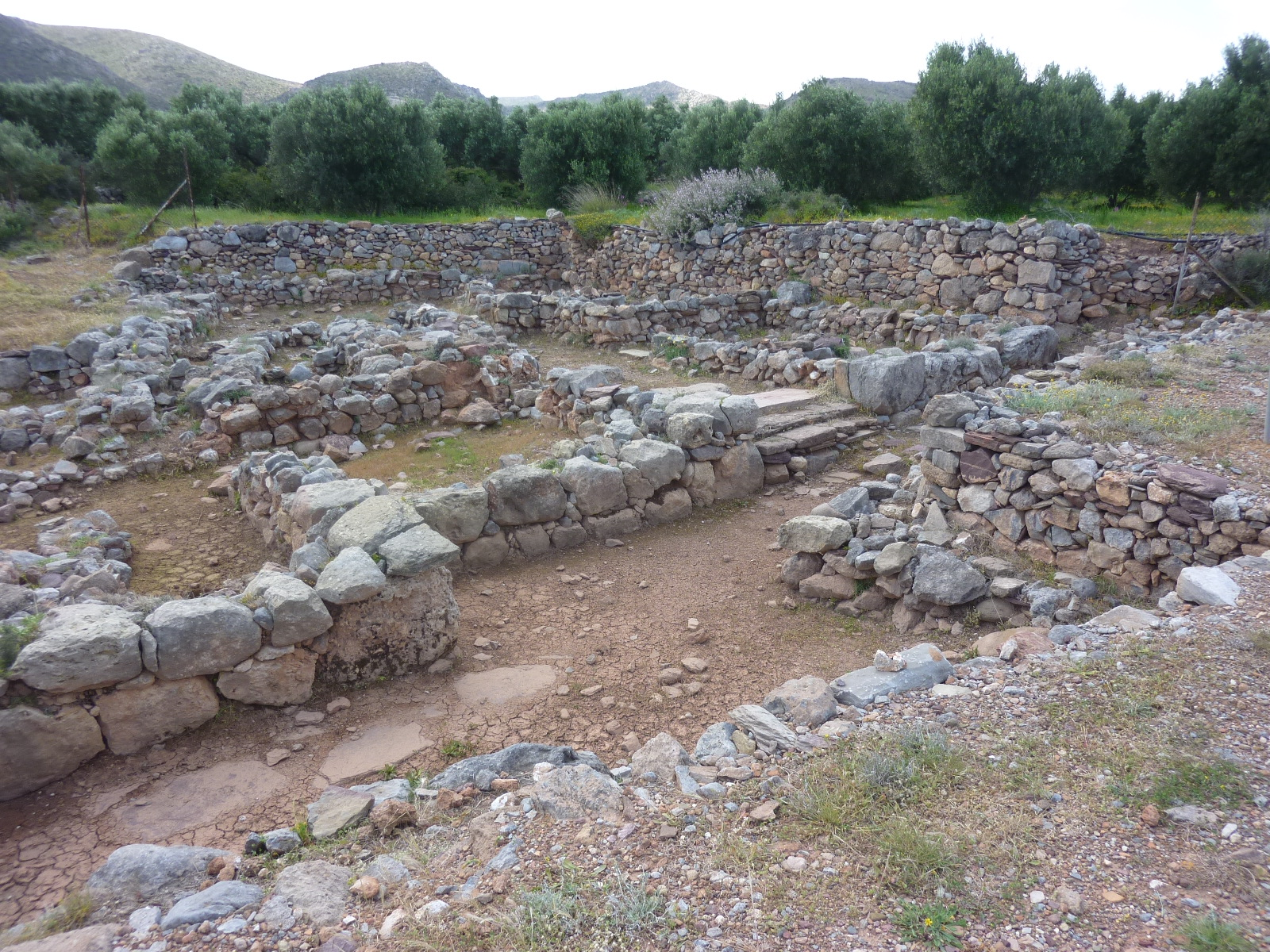
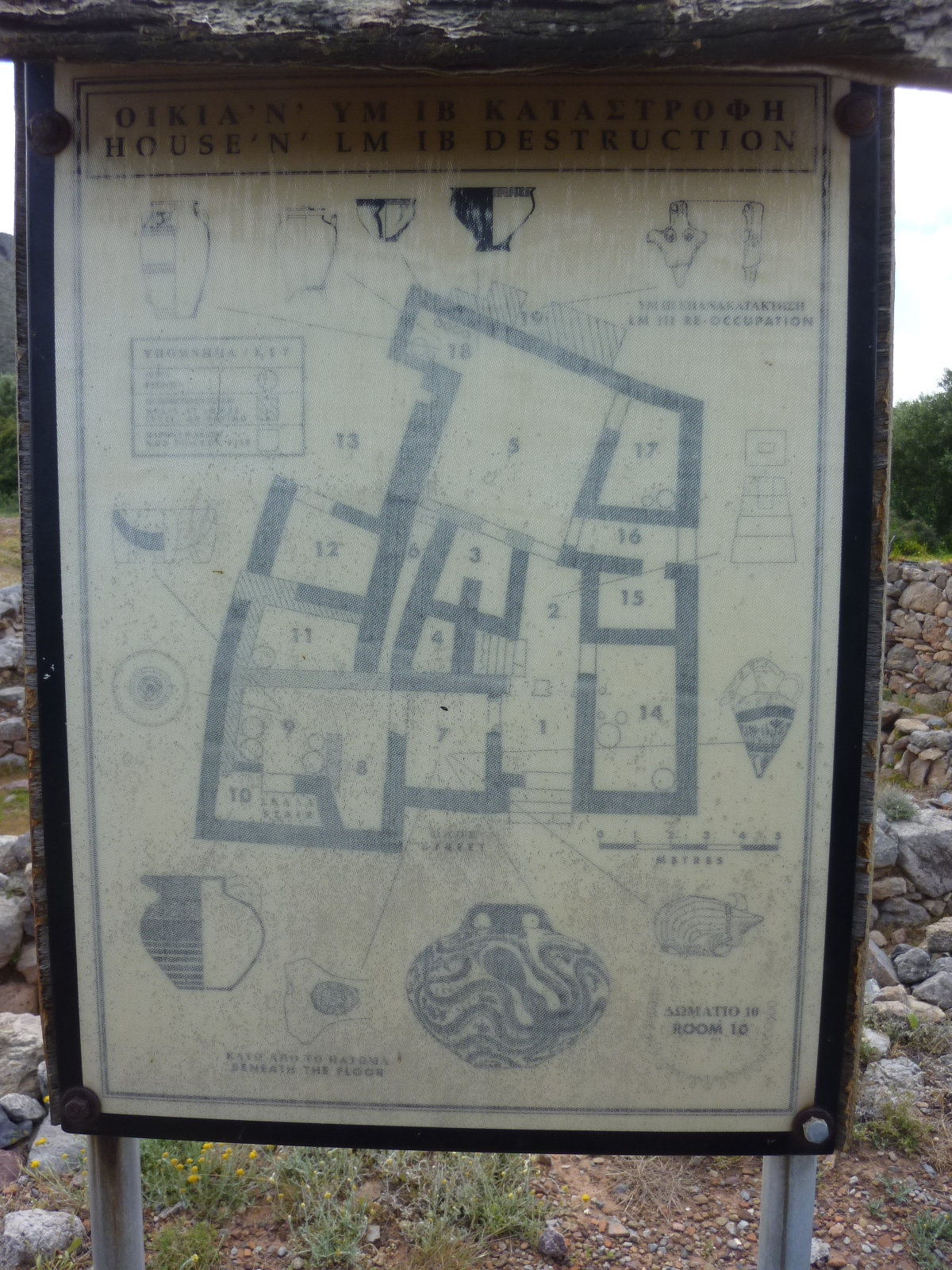